# Baretica
Baretica je majhen nenaseljen otok v Jadranskem morju v Korčulskem otočju. Leži med otokoma Badija in Planjak, približno 500 metrov vzhodno od Korčule. Pripada Hrvaški. Je okrogle oblike s premerom približno 50 metrov. Iz morja se dviga manj kot 1 meter in je poraščen z borovci.